# Torben Rhein
Torben Rhein (Berlijn, 12 januari 2003) is een Duits voetballer doorgaans als middenvelder speelt. Hij verruilde in de zomer van 2024 Bayern München II voor FC Emmen.

## Clubcarrière

### Bayern München
Rhein speelde in de jeugd bij FC Stern Marienfeld en trok in 2009 op zesjarige leeftijd naar de jeugdopleiding van Hertha BSC. In 2017 ging hij spelen in de jeugdopleiding van Bayern München. Op 20 juni 2020 maakte hij tegen 1. FC Magdeburg zijn debuut voor Bayern München II, dat uitkwam in de 3. Liga. In de twee seizoenen erop zou hij in totaal tot dertig wedstrijden en één goal komen voor het tweede elftal.

### Austria Lustenau
In de zomer van 2022 werd Rhein voor twee seizoenen verhuurd aan het Oostenrijkse Austria Lustenau. Daar deed hij in zijn eerste seizoen mee om de titel, maar eindigde de club tweede. In totaal speelde Rhein 49 wedstrijden voor Austria Lustenau, waarin hij goed was voor één doelpunt en vijf assists.

### FC Emmen
In juli 2024 nam FC Emmen Rhein van Bayern München. Hij ging spelen met rugnummer 7 en tekende een contract voor drie seizoenen. Op 9 augustus maakte hij tegen FC Dordrecht zijn debuut voor Emmen. In een 3-1 overwinning op SC Cambuur op 29 september maakte Rhein zijn eerste doelpunt voor zijn nieuwe werkgever. Hij kwam tot zeven assists en één goal in zijn eerste seizoen voor FC Emmen.

## Clubstatistieken
| Seizoen | Club               | Competitie          | Competitie | Competitie | Beker | Beker | Overig | Overig | Totaal | Totaal |
| Seizoen | Club               | Competitie          | Wed.       | Dlp.       | Wed.  | Dlp.  | Dlp.   | Dlp.   | Wed.   | Dlp.   |
| ------- | ------------------ | ------------------- | ---------- | ---------- | ----- | ----- | ------ | ------ | ------ | ------ |
| 2019/20 | Bayern München II  | 3. Liga             | 1          | 0          | –     | –     | –      | –      | 1      | 0      |
| 2020/21 | Bayern München II  | 3. Liga             | 11         | 1          | –     | –     | –      | –      | 11     | 1      |
| 2021/22 | Bayern München II  | Regionalliga Bayern | 18         | 0          | –     | –     | –      | –      | 18     | 0      |
| 2022/23 | → Austria Lustenau | Bundesliga          | 21         | 0          | 2     | 0     | 3      | 0      | 26     | 0      |
| 2023/24 | → Austria Lustenau | Bundesliga          | 21         | 0          | 2     | 1     | –      | –      | 23     | 1      |
| 2024/25 | FC Emmen           | Eerste Divisie      | 36         | 1          | 0     | 0     | 0      | 0      | 36     | 1      |
| Totaal  | Totaal             | Totaal              | 108        | 2          | 4     | 1     | 3      | 0      | 115    | 3      |

## Interlandcarrière
Rhein speelde interlands voor de jeugdelftallen van Duitsland onder 15, onder 16, onder 17, onder 18 en onder 19.